# Lac Miro
Lac Miro är en sjö i Kanada.   Den ligger i regionen Lanaudière och provinsen Québec, i den sydöstra delen av landet, 180 km nordost om huvudstaden Ottawa. Lac Miro ligger 216 meter över havet. Den ligger vid sjön Lac Cloutier.
I omgivningarna runt Lac Miro växer i huvudsak blandskog. Runt Lac Miro är det ganska glesbefolkat, med 34 invånare per kvadratkilometer.